# Nina Morozowa
Nina Morozowa, z domu Argunowa (ur. 15 września 1989) – rosyjska lekkoatletka specjalizująca się w biegach płotkarskich.
Wraz z koleżankami z reprezentacji sięgnęła latem 2011 po młodzieżowe mistrzostwo Europy w biegu rozstawnym 4 x 100 metrów, a indywidualnie była na tych zawodach piąta w biegu na 100 metrów przez płotki. Odpadła w półfinale biegu na 200 metrów podczas uniwersjady w Shenzhen (2011). W 2015 ponownie wystąpiła na uniwersjadzie, zdobywając srebrny medal w biegu na 100 metrów przez płotki.  
Złota medalistka mistrzostw Rosji oraz reprezentantka kraju na drużynowych mistrzostwach Europy.
Rekordy życiowe: bieg na 60 metrów przez płotki (hala) – 8,05 (6 marca 2015, Praga); bieg na 100 metrów przez płotki (stadion) – 12,89 (23 lipca 2015, Joensuu). 